# Bergbau- und Industriemuseum Ostbayern

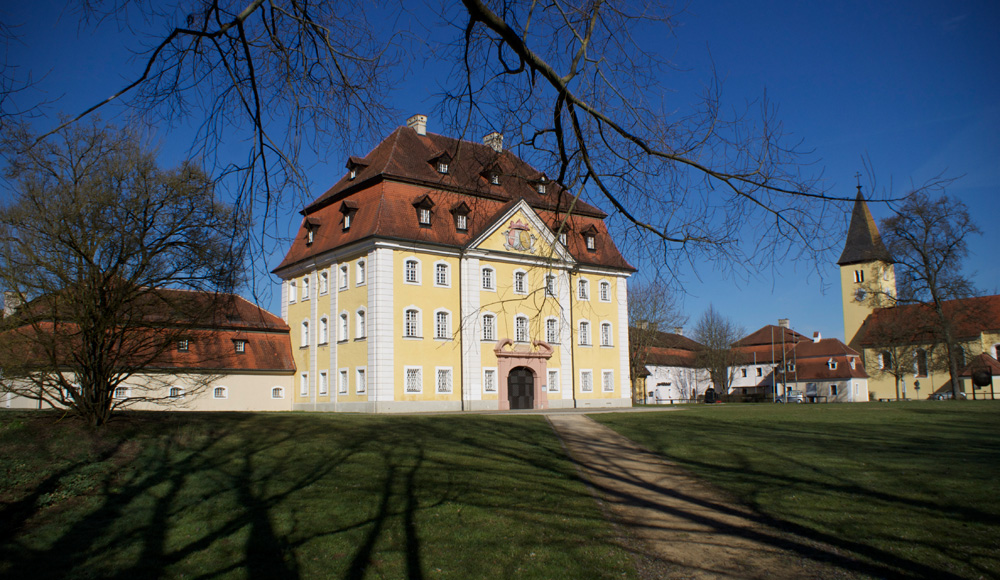
Hammerherrenschloss Theuern

Das Bergbau- und Industriemuseum Ostbayern in Theuern (Gemeinde Kümmersbruck) ist ein überregional bedeutendes Museum, das den Bergbau und die Industrie des gesamten ostbayerischen Raumes erforscht und dokumentiert.

## Geschichte
Die Oberpfalz war von jeher ein Zentrum der Eisenerzförderung und lange Standort von Eisenhütten, wie der Maxhütte in Sulzbach-Rosenberg, sowie von Schachtanlagen, beispielsweise bis ins 20. Jahrhundert in Auerbach.
Daneben spielte auch der Kaolinabbau (z. B. in Hirschau) für die Porzellanindustrie eine große Rolle. Das Museum wurde 1972 gegründet und im Jahr 1978 im ehemaligen Hammerherrenschloss Theuern eingerichtet.
Das Signet des Bergbau- und Industriemuseums sind drei stilisierte Flammen – als Symbol für das mittelalterliche Eisenwesen: die Schlagmarke zur Kennzeichnung der Erzeugnisse des Theuerner Hammers.

## Kulturelle Nutzung
Im Schloss selbst gibt es neben Ausstellungsräumen auch zwei Säle, die gemeinhin für Veranstaltungen gemietet werden können.
In jüngster Zeit bietet das Kulturschloss Theuern neben Ausstellungen und Tagungen, wie die jährlichen EDV-Tage, auch zahlreiche Lesungen sowie Musik- und Kabarettveranstaltungen mit bekannten bayerischen und überregionalen Größen.

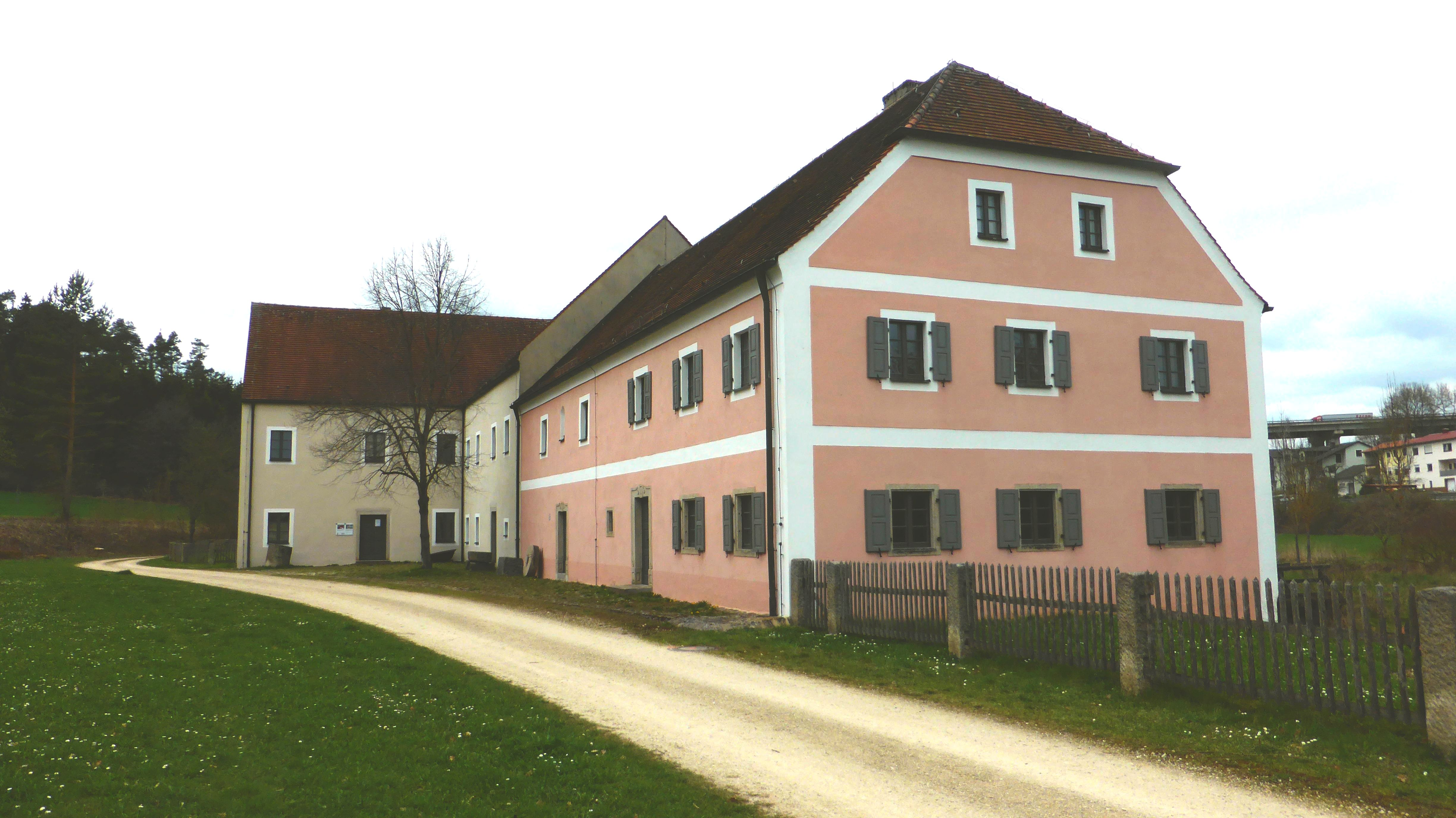
Spiegelglasschleife in Theuern

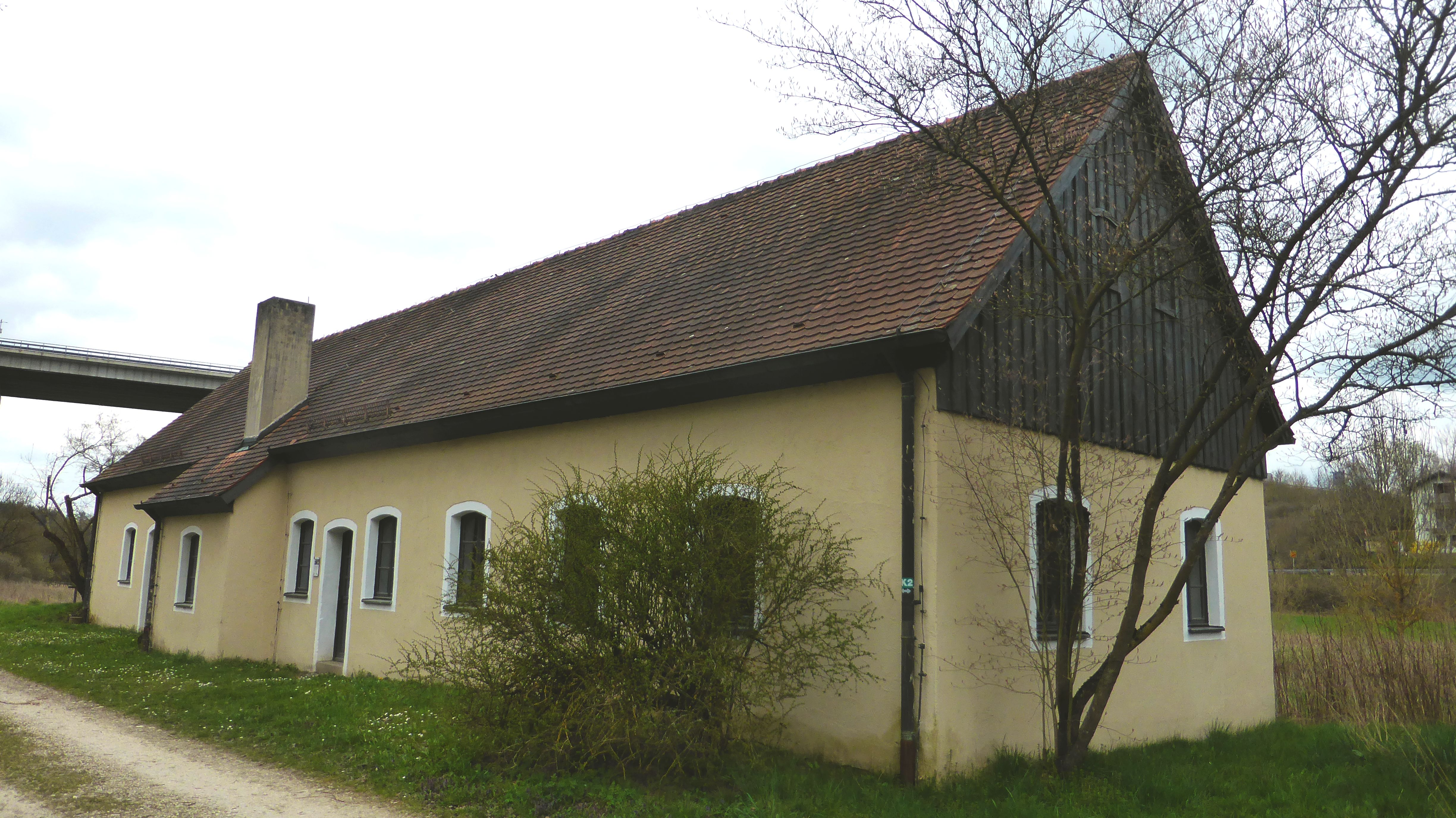
Hammerwerk in Theuern

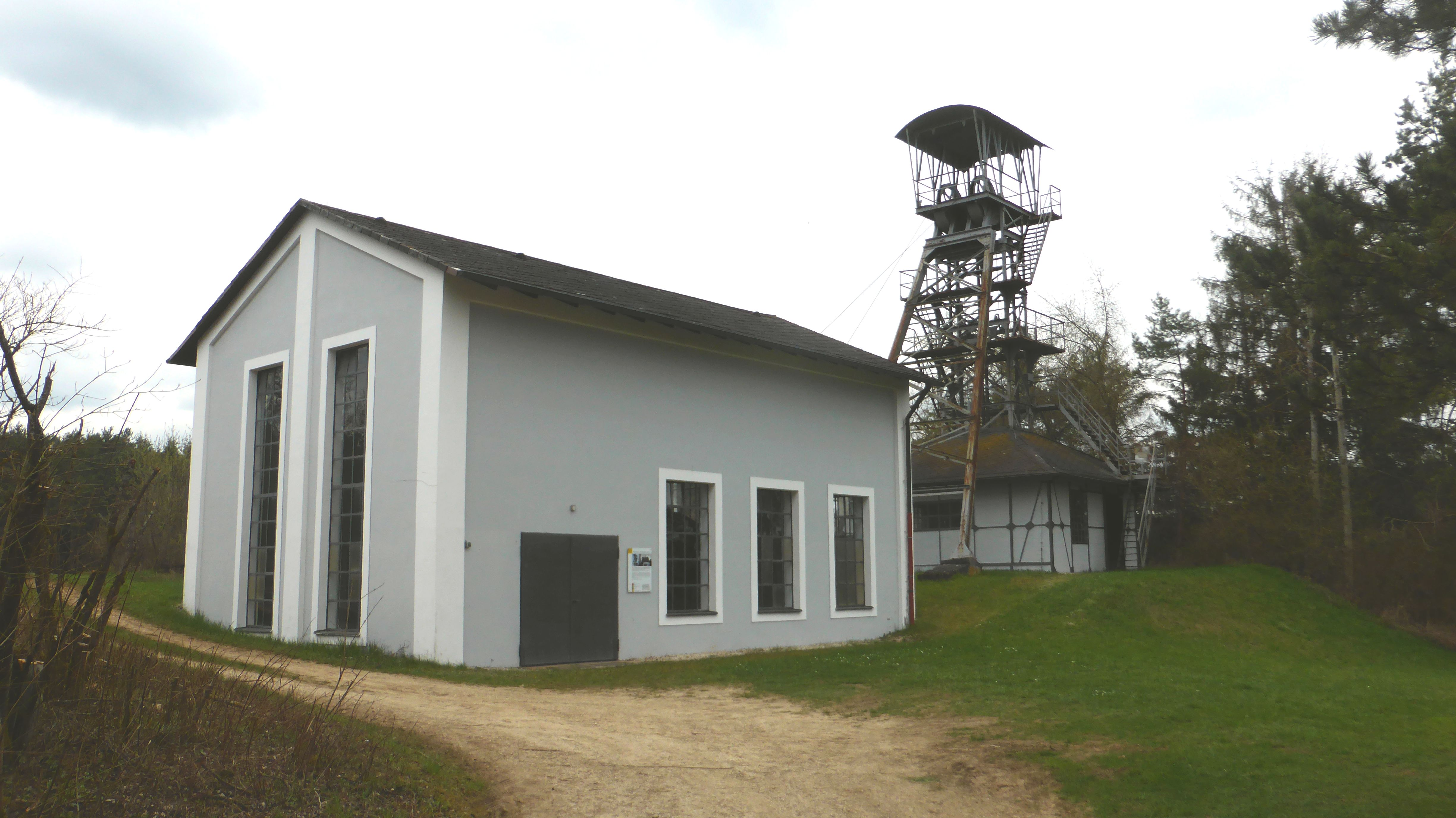
Schachtanlage in Theuern

## Außenanlagen
Das Museumsareal umfasst neben dem Schloss drei weitere regionaltypische Industriedenkmäler, die nach Theuern übertragen wurden. So erfolgte der Aufbau eines Eisenhammerwerkes, einer Schachtanlage sowie einer funktionsfähigen Getreidemühle mit angebautem Glasschleif- und Polierwerk, das seit 1996 auch das Strommuseum Ostbayern beherbergt.

## Persönlichkeiten
- Helmut Wolf (1937–2020), Museumsleiter 1981–2003